# Jon Inge Høiland
Jon Inge Høiland est un footballeur norvégien, né le 20 septembre 1977 à Lillehammer en Norvège. Il évolue comme arrière droit.

## Sélection nationale
- Norvège : 25 sélections / 1 but

Jon Inge Høiland obtient sa première sélection le 22 janvier 2004 contre la Suède au cours d'un match amical remporté par la Norvège (3-0).
Il est ensuite un titulaire régulier entre 2004 et 2009 avec 20 titularisations. Depuis 2010, s'il est toujours convoqué, il est plus souvent présent sur le banc de touche que sur le rectangle vert.
Jon Inge a marqué son premier but international le 1er avril 2009 en match amical contre la Finlande. Il inscrit le deuxième but des siens pour un score de 3 buts à 2.

## Palmarès
Malmö FF
- Champion de Suède (1) : 2004

 Stabæk
- Champion de Norvège (1) : 2008
- Vainqueur de la Supercoupe de Norvège (1) : 2009